# 八島健三
八島 健三（やしま けんぞう、1902年（明治35年）4月6日 - 1979年（昭和54年）10月17日）は、日本の長距離走選手。

## 経歴
北海道出身。稲穂小学校に学ぶ。小樽中学校（現在の北海道小樽潮陵高等学校）在学中に、1920年アントワープオリンピックにマラソンで出場。2時間57分20秒0で21位だった。北海道出身者としては初のオリンピック選手である。1921年には第5回極東選手権競技大会のマラソンに出場。
のち明治大学に進み、箱根駅伝に出場。1923年から1928年まで6年連続出場、5年連続（1928年を除く）で各区間賞を獲得した。1924年の第5回大会では、往路優勝の東京高師に明大が追い上げをかける展開となったが、10区を任された八島は鈴ヶ森で東京高師の選手を抜き、明大の3年ぶり2回目の優勝に貢献した。
1979年の訃報によれば、安田生命で企画部長を務めた。